# Lobatus raninus
Espèce
Synonymes
- Strombus raninus

Lobatus raninus est une espèce de mollusques gastéropodes de la famille des Strombidae.
- Taille maximale : 5 à 10 cm.
- Répartition : Caraïbes.